# Garrison Keillor

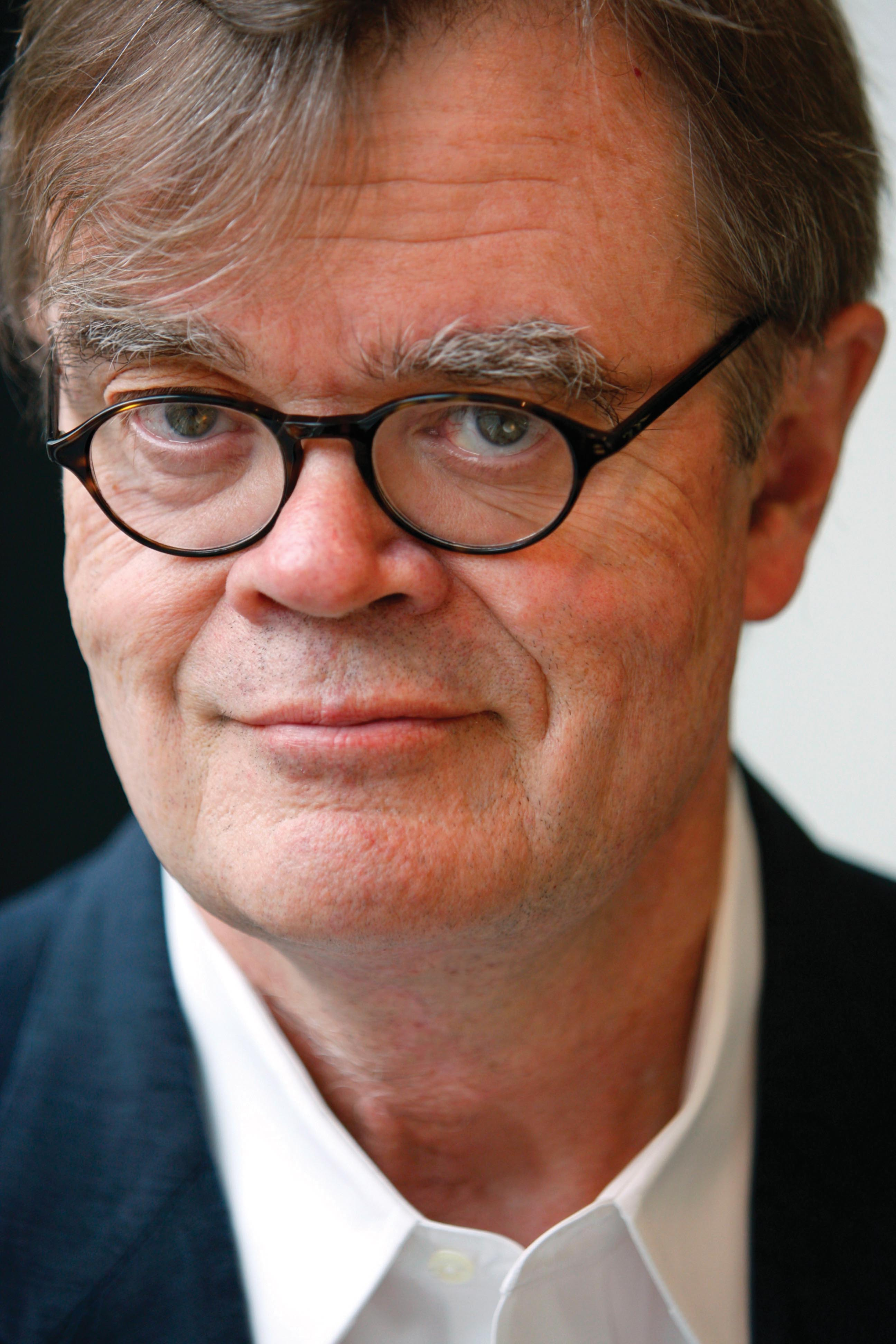
Garrison Keillor

Garrison Keillor (eigentlich Gary Edward Keillor; geboren am 7. August 1942 in Anoka, Minnesota) ist ein US-amerikanischer Schriftsteller und Radiomoderator.

## Leben

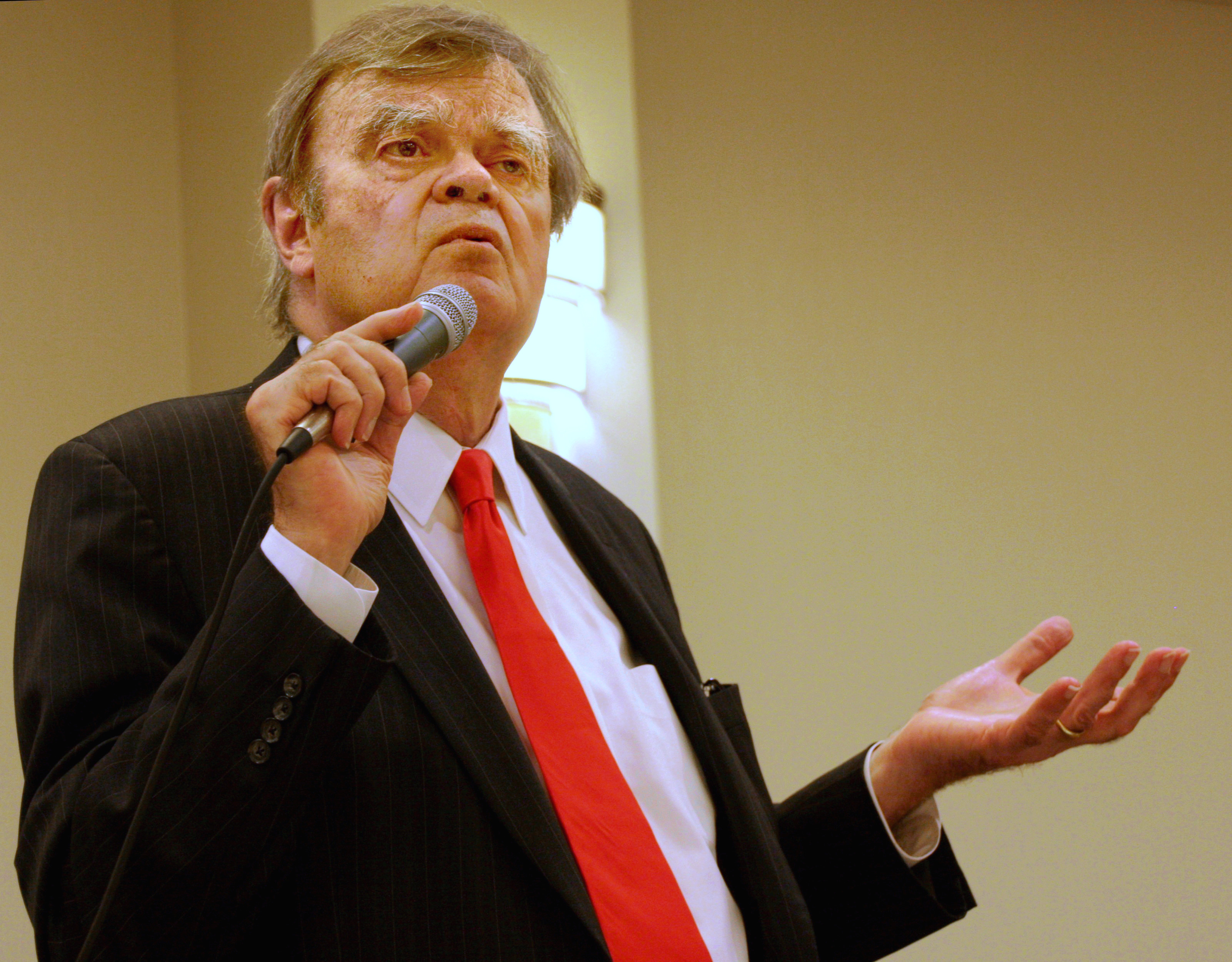
Garrison Keillor (2016)

Keillor ist der Sohn von John Philip Keillor, einem Zimmermann und Postangestellten, und von Grace Ruth Keillor, geborene Denham. Die  Familie ist schottischer Herkunft und gehörte den Plymouth Brethren an, einer protestantischen Glaubensgemeinschaft. Keillor studierte Englisch an der University of Minnesota und erwarb 1966 einen Bachelor-Abschluss. Schon als Student begann er seine Radiokarriere bei einem Studentensender. Keillor ist zum dritten Mal verheiratet und hat zwei Kinder. Er ist Mitglied der Minnesota Democratic-Farmer-Labor Party. 1999 wurde er in die American Academy of Arts and Sciences und 2001 in die American Academy of Arts and Letters gewählt.
Keillor ist besonders bekannt durch seine Geschichten über den fiktiven Ort Lake Wobegon, in denen er den Alltag im provinziellen Mittelwesten auf liebevolle Weise aufs Korn nimmt. Keillor trägt sie seit 1974 in seiner Radiosendung A Prairie Home Companion vor, die von American Public Media produziert wird und jeden Samstag auf vielen Sendern des National Public Radio ausgestrahlt wird. Die Sendung erreicht bis zu fünf Millionen Hörer. Seine Geschichten aus Lake Wobegon sind auch in mehreren Bänden in Buchform erschienen. Am 1. Juli 2016 wurde nach 42 Jahren die letzte Sendung mit Keillor ausgestrahlt, die Nachfolge hat der Musiker Chris Thile übernommen.
Im Jahr 2006 entstand, auf Keillors gleichnamiger Radiosendung basierend, der Film Robert Altman’s Last Radio Show, in dem in fiktiver Weise die dreißigjährige Jubiläumssendung und gleichzeitige Abschiedsvorstellung der beliebten Radioshow gezeigt wird. Neben Meryl Streep, Tommy Lee Jones und Kevin Kline auftretend, spielte Keillor darin sich selbst.

## Lake Wobegon
Das fiktive Dorf Lake Wobegon, in dem „alle Frauen stark, alle Männer gutaussehend und alle Kinder überdurchschnittlich“ sind, liegt im ebenso fiktiven Mist County (Nebelkreis) in Minnesota. Es wurde Keillor zufolge im 19. Jahrhundert von einem von Emerson und Thoreau beeinflussten Bostoner Dichter gegründet, der im Gefolge einer unitarischen Missionarin die Gegend entdeckt hatte. Diese hatte von Gott die Eingebung erhalten, hier die Indianer mittels des Ausdruckstanzes zum Christentum zu bekehren, schließlich aber einen Trapper geheiratet. Hieß der Ort zu Beginn noch „New Albion“, so wurde später der indianische Name des Sees übernommen, der laut Keillor so viel bedeutet wie „Wir saßen den ganzen Tag im Regen und haben auf euch gewartet“. Im Englischen ruft der Name jedoch eine andere Assoziation hervor: woebegone bedeutet „jammervoll“.
Heute hat Lake Wobegon rund 800 Einwohner, die zumeist von norwegischen Einwanderern abstammen. So ist das Wahrzeichen des Ortes auch die „Statue des unbekannten Norwegers“, dessen Gesichtsausdruck laut Keillor zu sagen scheint: „Moment mal. Ich glaube, ich habe etwas vergessen.“ Auch andere Aspekte der örtlichen Kultur sind bevorzugte Spottobjekte Keillors – sei es die strenge Religiosität einiger Dörfler, die sich zwischen der lutherischen und der römisch-katholischen Kirche aufteilen (letztere Gemeinde trägt den Namen „Unsere liebe Frau der immerwährenden Verantwortung“ und wurde von einer Gruppe deutscher Einwanderer gegründet), oder aber die örtliche Küche, die fast ausschließlich aus Variationen von lutefisk (Stockfisch) sowie „hot dish“ (einer Auflauf-Kasserolle) besteht. Das Motto der Gemeinde ist Sumus Quod Sumus („Wir sind, was wir sind“).
Keillors Schilderung, nach der alle Kinder in Lake Wobegon überdurchschnittlich sind, war namensgebend für den Lake-Wobegon-Effekt, der in der Psychologie die Tatsache bezeichnet, dass die Mehrheit der Menschen bestimmte eigene Fähigkeiten für überdurchschnittlich hält, zum Beispiel als Manager, als Autofahrer und bei der Gesundheitsvorsorge. Es handelt sich dabei um eine selbstwertdienliche Verzerrung.

## In deutscher Übersetzung erschienene Werke
- Lake Wobegon. Goldmann, München 1995, ISBN 3-442-42234-5
- Nichts wie weg! Goldmann, München 1996, ISBN 3-442-42764-9
- Radio Romance. Goldmann, München 1996, ISBN 3-442-41437-7
- Katz, komm bitte nach Haus. Hanser, München 1996, ISBN 3-446-18532-1
- Das Buch der Kerle. Goldmann, München 2002, ISBN 3-442-44065-3
- Es könnte schlimmer sein. Zsolnay, Wien 2002, ISBN 3-552-05204-6
- Das letzte Heimspiel. Zsolnay, Wien 2003, ISBN 3-552-05279-8
- Sommerstücke. dtv, München 2003, ISBN 3-423-70775-5
- Es könnte schlimmer sein. Zsolnay, Wien 2003, ISBN 3-552-05279-8